# Trichofeltia ajuscensis
Trichofeltia ajuscensis är en fjärilsart som beskrevs av Beutelspacher 1983. Trichofeltia ajuscensis ingår i släktet Trichofeltia och familjen nattflyn. Inga underarter finns listade i Catalogue of Life.